# مباحث (سفينة)
السفينة مباحث بنيت بواسطة شركة إنجليزية، وتسلمتها مصلحة خفر السواحل ومصائد الأسماك المصرية سنة 1930، وبنيت السفينة وفق تصميم سفينة كبيرة ذات محرك بخارى للصيد بشباك الجر، بطول قدره 138 قدماً، وعرض 23 قدماً ونصف، وغاطس 12 قدماً ونصف، وحمولة صافية قدرها 200 طن، تتيح لها ان تحمل قدراً من الفحم يكفى لسيرها 15 يوماً بأقصى سرعة، كما زودت السفينة بمختبر صغير وسط السح، وكان بها من التسهيلات ما يكفى لإيواء عدد صغير من العلماء، بالإضافة إلى طاقمها البحرى المكون من 34 ضابطاً وبحاراً.
قام بتسمية السفينة بهذا الاسم سيزوستريس بك سيداروس، الذي كان سفيرًا لمصر في بلجيكا وهولندا في مطلع ثلاثينيات القرن العشرين.